# Josef Diefenthal
Josef Diefenthal (5 octobre 1915 à Euskirchen – 13 avril 2001 à Düren) était un membre de la Waffen-SS durant l'Allemagne Nazie et un criminel de guerre pendant la seconde Guerre Mondiale. Il a été récipiendaire de la Croix de chevalier de la croix de fer, le 5 février 1945 pour ses actions lors de l'Offensive des Ardennes, il prend le commandement du 3e Bataillon du SS Panzer-Grenadier-Regiment 2 de la Division SS Leibstandarte.
Diefenthal est reconnu coupable de crimes de guerre commis durant la Bataille des Ardennes, condamné à mort, sa condamnation est commuée en une peine de prison à perpétuité. Il est libéré en 1956.